# فرانكو سكيلاري
فرانكو سكيلاري (بالإسبانية: Franco Squillari)‏ (ولد في 22 اغسطس 1975، في الأرجنتين). هو لاعب كرة مضرب أرجنتيني معتزل.

## روابط خارجية
- فرانكو سكيلاري على موقع رابطة محترفي التنس (الإنجليزية)
- فرانكو سكيلاري على موقع الاتحاد الدولي لكرة المضرب (الإنجليزية)
- فرانكو سكيلاري على موقع كأس ديفيز (الإنجليزية)
- فرانكو سكيلاري على موقع خلاصة التنس.كوم (الإنجليزية)
- فرانكو سكيلاري على موقع أوليمبيديا (الإنجليزية)